# Giuseppe Doppio
Giuseppe Doppio (Santorso, 13 marzo 1941) è un politico italiano.

## Biografia
Esponente della Democrazia Cristiana, è sindaco di Santorso dal 1975 al 1977, comune di cui rimane consigliere comunale fino al 1990.
Nel 1992 viene eletto alla Camera dei Deputati con la DC, venendo confermato a Montecitorio anche nel 1994 con il PPI. 
È stato poi presidente della Provincia di Vicenza dal 1995 (dimettendosi da deputato) fino al 1997, sostenuto da una maggioranza eterogenea, comprendente Popolari, Lega Nord, PDS e Verdi. 
Sfiduciato dopo due anni, si ripresenta alle elezioni provinciali 1997, sostenuto da una coalizione ulivista, ma viene sconfitto da Manuela Dal Lago. Resta in consiglio provinciale fino al 2002 come membro dell'opposizione.